# Encarsia primitiva
Encarsia primitiva är en stekelart som beskrevs av Gennaro Viggiani 1987. Encarsia primitiva ingår i släktet Encarsia och familjen växtlussteklar.
Artens utbredningsområde är Pakistan. Inga underarter finns listade i Catalogue of Life.